# 아리엘 롱고
아리엘 에두아르도 롱고 데 카테리나(스페인어: Ariel Eduardo Longo De Caterina, 1953년 8월 7일 ~ )는 우루과이의 축구 지도자로 현재 우루과이 여자 축구 국가대표팀의 감독을 맡고 있으며 이탈리아 국적도 보유하고 있다.